# Lista arborilor seculari din Republica Moldova
Ariile protejate din Republica Moldova sunt categorisite în mai multe tipuri, unul din care este monumente naturale. Acestea, la rândul lor, se împart în geologice sau paleontologice, hidrologice și botanice. Lista monumentelor de tip botanic include sectoare reprezentative cu vegetație silvică și amplasamente de arbori seculari.
Lista dată conține amplasamente cu arbori seculari, conform Legii nr. 1538 din 25.02.1998 privind fondul ariilor naturale protejate de stat. În anexa 3 a acestei legi sunt enumerate 158 de amplasamente, care însumează un total de 433 de arbori seculari.
Arborii seculari sunt exemplare solitare sau grupuri mici izolate de arbori, impresionanți prin vârstă, dimensiuni, frumusețe, raritate sau prin faptul că au fost martorii unor evenimente istorice.

## Istoric

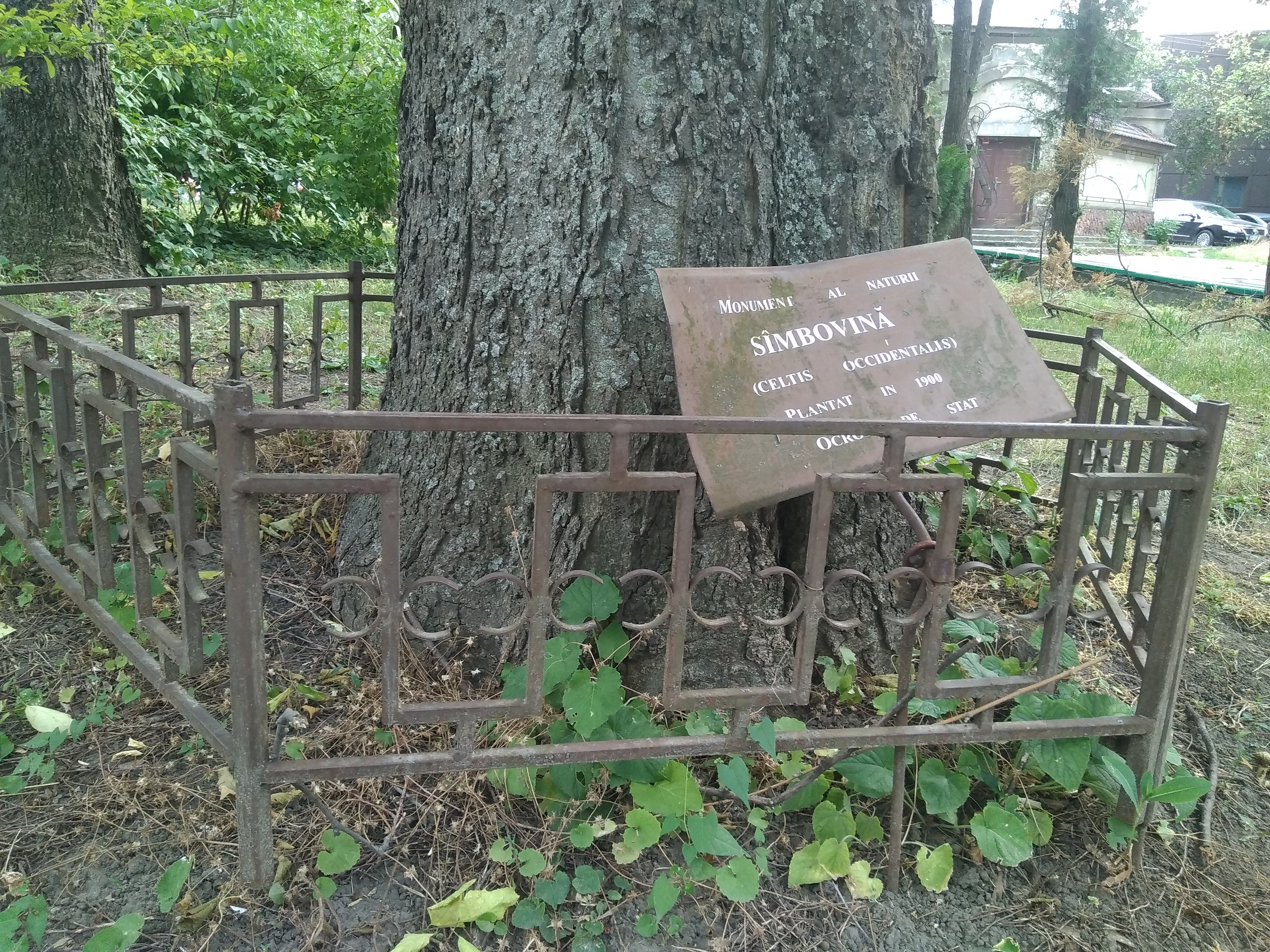
Arborii protejați sunt de obicei îngrădiți și însoțiți de o plăcuță informativă

Primele descrieri ale arborilor seculari din Moldova au fost făcute într-un studiu din anul 1976, unde au fost documentate 132 de amplasamente. De atunci, pe parcursul a 40 de ani, 77 de arbori s-au uscat, au fost doborâți de vânt sau afectați de incendii, iar 53 au fost substanțial afectați.
Pentru a studia arborii seculari, de obicei se duce evidența următoarelor proprietăți: înălțimea (metri), diametrul tulpinii și circumferința tulpinii (centimetri, ambele măsurate la înălțimea de 1,3 m – înălțimea pieptului unui om matur de statură medie), diametrul coroanei și înălțimea acesteia (metri), suprafața proiecției coroanei (metri pătrați), numărul de ramuri primare, numărul de ramuri uscate, starea de sănătate și vârsta (ani). De asemenea, sunt documentate impacturile naturale și antropice care afectează viața arborilor.

## Clasificare

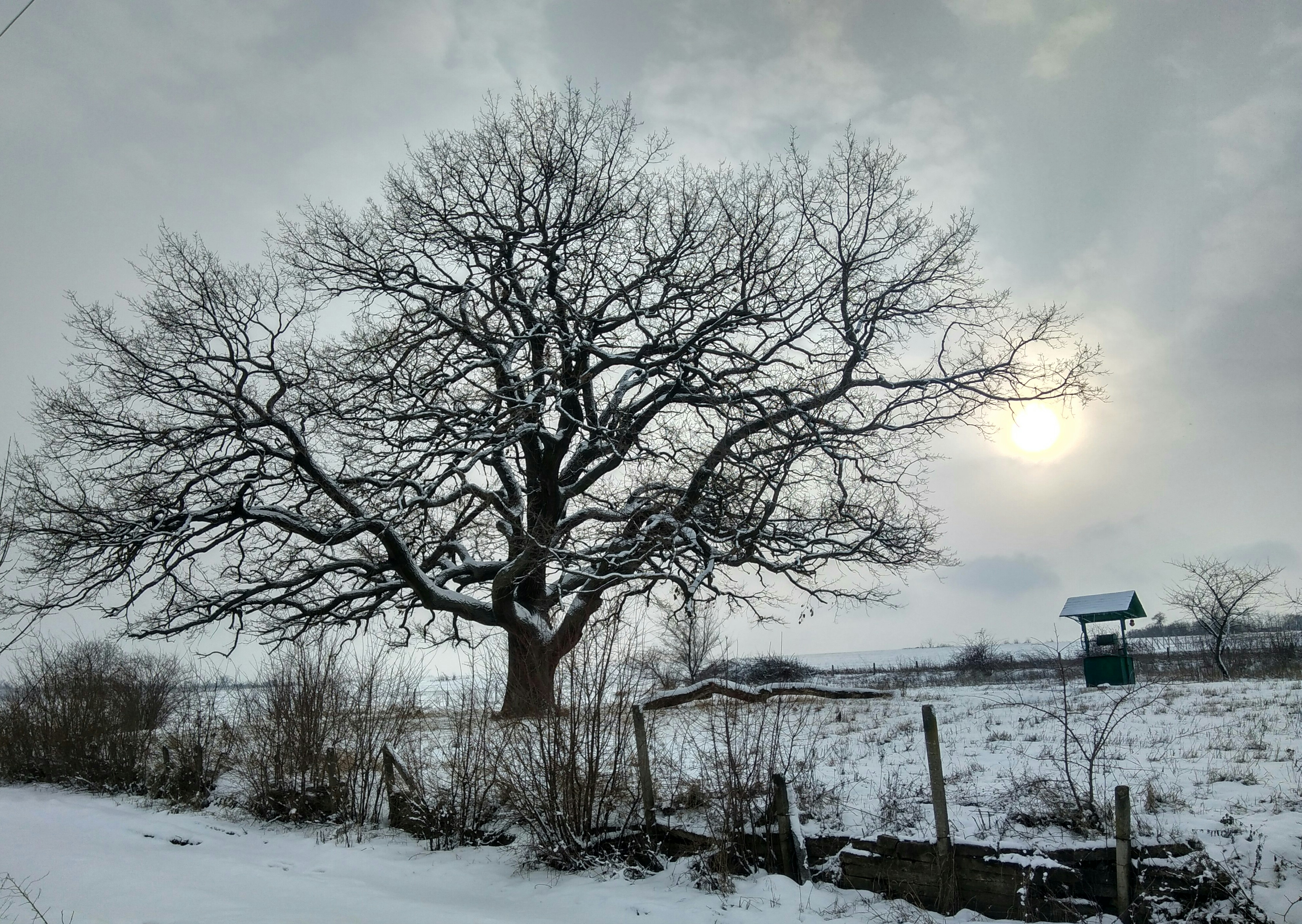
Acest stejar pedunculat de la latura de sud-vest a municipiului Chișinău este unul din cei mai bătrâni arbori din țară

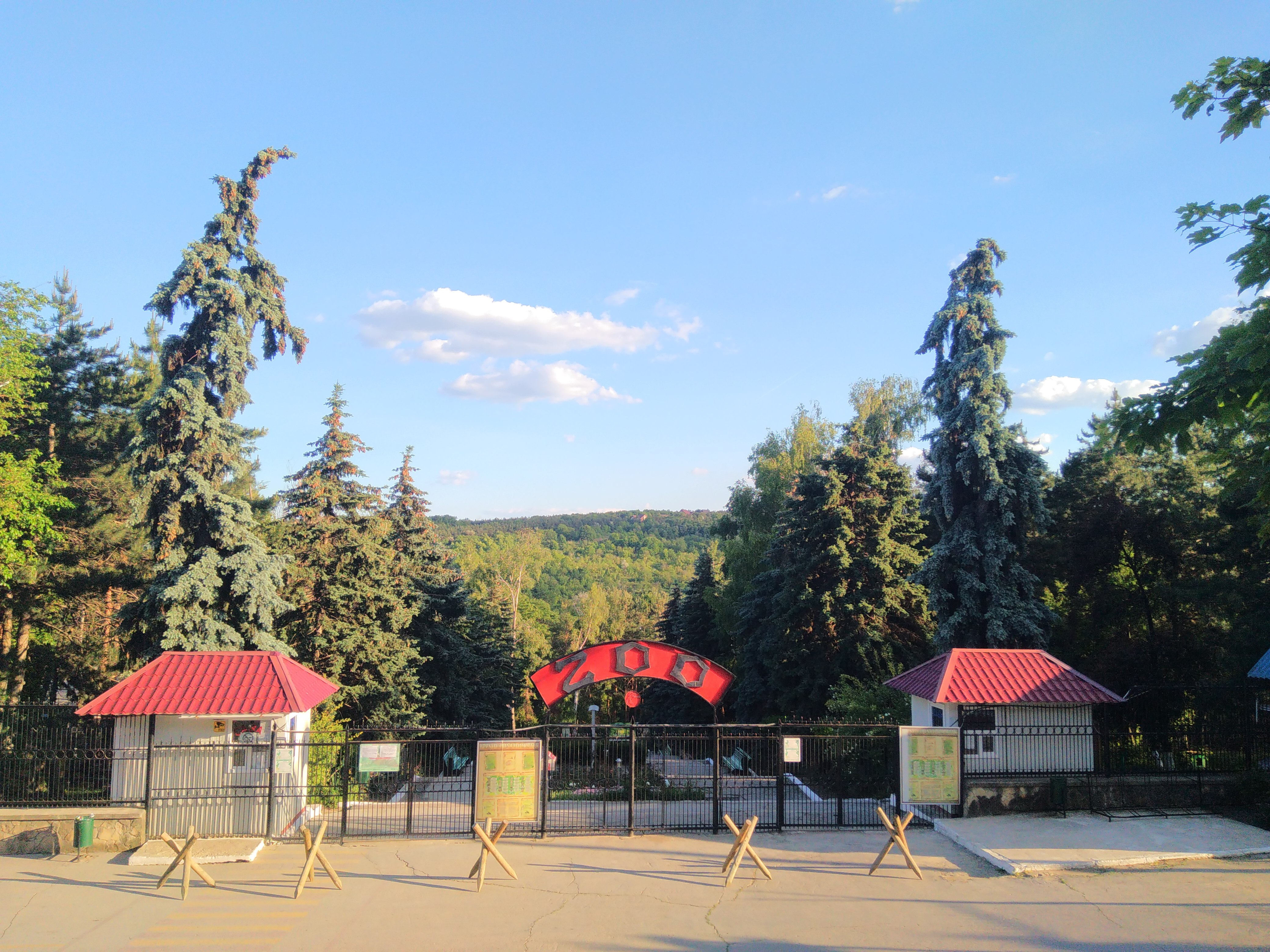
Unii arbori, precum acești molizi argintii de la intrarea în Grădina zoologică din Chișinău, au fost plantați exclusiv în scop ornamental

În Republica Moldova, arborii seculari se clasifică după următoarele criterii:
- în funcție de proveniență:[3]
  - arbori autohtoni: fag, frasin, gorun, paltin de câmp, păr, plop alb, plop cenușiu, scoruș, stejar pedunculat, tei, ulm etc.
  - arbori alohtoni: alun turcesc, arborele pagodelor, brad de Caucaz, castan porcesc, cedru de California, dud, duglas verde, glădiță, maclura pomiferă, molid, molid înțepător, molid de Canada, pin moale, pin negru, platan occidental, sâmbovină, sofora, stejar castaneifoliu etc.
- în funcție de valoare[3][4] (vezi și #Extreme):
  - arbori longevivi (cea mai cuprinzătoare categorie)
  - arbori de dimensiuni impresionante
  - arbori ornamentali
  - arbori rari
- în funcție de starea de sănătate:[3][4][5]
  - arbori sănătoși: 32 în Chișinău și 105 în restul republicii
  - arbori cu coroana parțial afectată de speciile însoțitoare: 25 în Chișinău și 138 în restul republicii
  - arbori cu coroana substanțial afectată de rupturi sau tăieri: 2 în Chișinău și 51 în restul republicii
  - arbori cu tulpina afectată
  - arbori doborâți de vânt sau uscați: 29 în Chișinău și 48 în restul republicii
- după valoarea conservativă:[5][6]
  - valoare redusă: arborii nu necesită măsuri speciale de conservare
  - valoare moderată: arborii solicită observări periodice
  - valoare mare: arborii necesită atenție deosebită și măsuri de protecție
  - valoare foarte mare: arborii necesită monitorizare permanentă și măsuri specifice de conservare.

## Listă
Note:
- Numărul de exemplare și starea lor de sănătate corespund situației din anul 2015, atestată în monografia Postolache 2015. În cazul în care aceste informații nu corespund realității sau între timp s-au schimbat, ele sunt susținute de note explicative de modelul [Precizare n] respectiv [Actualizare n]. Vezi #Note explicative.
- În cazurile în care amplasarea administrativă sau administratorul funciar corespund situației exprimate în Legea nr. 1538 din 25.02.1998 privind fondul ariilor naturale protejate de stat, ele sunt marcate cu culoare gri, întrucât este foarte posibil să fie învechite.

Legendă:  arbori sănătoși •  arbori afectați •  arbori puternic afectați •  arbori doborâți sau uscați
| Denumire Taxon Număr de exemplare și starea lor de sănătate        | Rn. | Amplasare Proprietar Coordonate | Imagine        |
| ------------------------------------------------------------------ | --- | --- | -------------- |
| Stejar pedunculat · Quercus robur ·                                | AN  | ocolul silvic Hîrbovăț, Hîrbovăț, parcela 28 Gospodăria Silvică de Stat Bender coordonate necunoscute |                |
| Stejari pedunculați · Quercus robur ·                              | AN  | ocolul silvic Hîrbovăț, subparcela 59L (lângă Hîrbovăț) Întreprinderea silvică Tighina coordonate necunoscute |                |
| Stejari pedunculați · Quercus robur ·                              | AN  | ocolul silvic Hîrbovăț, Hîrbovăț, parcela 28, subparcela 24 Gospodăria Silvică de Stat Bender coordonate necunoscute |                |
| Stejari pedunculați · Quercus robur ·                              | AN  | ocolul silvic Hîrbovăț, subparcela 2C (lângă Gura Bîcului) Întreprinderea silvică Tighina 46°56′52″N 29°24′43″E / 46.947777777778°N 29.411944444444°E |                |
| Stejari pedunculați · Quercus robur ·                              | AN  | ocolul silvic Hîrbovăț, subparcela 2H (lângă Gura Bîcului) Întreprinderea silvică Tighina coordonate necunoscute |                |
| Stejar pedunculat · Quercus robur ·                                | AN  | ocolul silvic Hîrbovăț, subparcela 2K (lângă Gura Bîcului) Întreprinderea silvică Tighina 46°56′44″N 29°24′40″E / 46.945555555556°N 29.411111111111°E |                |
| Stejari pedunculați · Quercus robur ·                              | AN  | ocolul silvic Anenii Noi, Flămînda, parcela 49, subparcelele 1, 4 Gospodăria Silvică de Stat Chișinău coordonate necunoscute |                |
| Stejari pedunculați · Quercus robur ·                              | AN  | ocolul silvic Hîrbovăț, subparcela 107A (lângă Hîrbovăț) Întreprinderea silvică Tighina coordonate necunoscute |                |
| Stejar pedunculat · Quercus robur ·                                | AN  | ocolul silvic Anenii Noi, Flămînda, parcela 50, subparcela 1 Întreprinderea silvică Tighina coordonate necunoscute |                |
| Stejar pedunculat · Quercus robur ·                                | AN  | ocolul silvic Anenii Noi, Flămînda, parcela 53, subparcela 4 Întreprinderea silvică Tighina coordonate necunoscute |                |
| Stejar pedunculat · Quercus robur ·                                | BR  | ocolul silvic Briceni, Caracușeni, parcela 2, subparcela 39 Gospodăria Silvică de Stat Edineț coordonate necunoscute |                |
| Stejari pedunculați · Quercus robur ·                              | BR  | ocolul silvic Briceni, trupul de pădure Caracușeni, curtea cantonului din subparcela 70C (lângă Caracușenii Vechi) Întreprinderea silvică Edineț coordonate necunoscute                                                                                   |                |
| Stejar pedunculat · Quercus robur ·                                | BR  | ocolul silvic Briceni, Trestieni, parcela 57, subparcela 7 Întreprinderea silvică Edineț coordonate necunoscute |                |
| Stejar pedunculat · Quercus robur ·                                | BR  | ocolul silvic Briceni, Trestieni, parcela 58, subparcela 7 Întreprinderea silvică Edineț coordonate necunoscute |                |
| Stejar pedunculat · Quercus robur ·                                | BR  | ocolul silvic Briceni, Caracușeni, parcela 39, subparcela 9 Gospodăria Silvică de Stat Edineț coordonate necunoscute |                |
| Păr pădureț · Pyrus pyraster ·                                     | BR  | ocolul silvic Briceni, trupul de pădure Caracușeni, subparcela 70C, în curtea cantonului (lângă Caracușenii Vechi) Întreprinderea silvică Edineț 48°16′43″N 27°01′11″E / 48.27856°N 27.019698°E                                                           |                |
| Stejar pedunculat · Quercus robur ·                                | BR  | ocolul silvic Briceni, trupul de pădure Rosoșeni, subparcela 19C (lângă Cotiujeni) Întreprinderea silvică Edineț coordonate necunoscute |                |
| Stejar pedunculat · Quercus robur ·                                | BR  | ocolul silvic Briceni, Rosoșeni, parcela 11, subparcela 5 Gospodăria Silvică de Stat Edineț coordonate necunoscute |                |
| Stejar pedunculat · Quercus robur ·                                | BR  | ocolul silvic Briceni, Rosoșeni, parcela 11, subparcela 8 Gospodăria Silvică de Stat Edineț coordonate necunoscute |                |
| Stejar pedunculat · Quercus robur ·                                | BR  | ocolul silvic Lipcani, trupul de pădure Lipcani, subparcela 19A (lângă Lipcani) Întreprinderea silvică Edineț 48°17′46″N 26°50′18″E / 48.296111111111°N 26.838333333333°E                                                                                 |                |
| Stejar pedunculat · Quercus robur ·                                | BR  | ocolul silvic Lipcani, trupul de pădure Larga, subparcela 32F (lângă Slobozia-Șirăuți) Întreprinderea silvică Edineț 48°13′23″N 26°52′18″E / 48.223055555556°N 26.871666666667°E                                                                          |                |
| Stejar pedunculat · Quercus robur ·                                | BR  | marginea parcului de cultură din Lipcani Primăria orașului Lipcani 48°15′57″N 26°47′52″E / 48.26592°N 26.797642°E | vezi mai multe |
| Stejar pedunculat · Quercus robur ·                                | CC  | ocolul silvic Rașcov, parcela 7, subparcela 5 (lângă Constantinovca, comuna Valea Adîncă) Întreprinderea silvică Rîbnița 47°59′46″N 28°52′11″E / 47.996°N 28.8697°E                                                                                       |                |
| Stejari pedunculați · Quercus robur ·                              | CC  | ocolul silvic Rașcov, parcela 18, subparcela 10 (lângă Caterinovca) Întreprinderea silvică Rîbnița 47°57′27″N 28°53′44″E / 47.9574°N 28.8955°E |                |
| Stejar pedunculat · Quercus robur ·                                | FR  | ocolul silvic Cuhurești, Cuhurești, parcela 16, subparcela 4 Gospodăria Silvică de Stat Soroca coordonate necunoscute |                |
| Stejari pedunculați „Doi frați” · Quercus robur ·                  | CC  | ocolul silvic Rașcov, trupul de pădure Bugornea, parcela 8, subparcela 27 (lângă Constantinovca, comuna Valea Adîncă) Întreprinderea silvică Rîbnița coordonate necunoscute                                                                               |                |
| Stejari pedunculați · Quercus robur ·                              | FR  | satul Cuhurești Școala tehnică profesională din Cuhurești coordonate necunoscute |                |
| Păr pădureț · Pyrus pyraster ·                                     | CC  | ocolul silvic Rașcov, Bugornea, parcela 7, subparcela 33 Gospodăria Silvică de Stat Rîbnița coordonate necunoscute |                |
| Plopi cenușii · Populus × canescens ·                              | CC  | orașul Camenca, str. Lenin 126 Secția Raională de Gospodărire Comunală Camenca coordonate necunoscute |                |
| Plop alb · Populus alba ·                                          | CT  | satul Cania, str. Iuri Gagarin Primăria satului Cania 46°16′32″N 28°13′35″E / 46.275607°N 28.226251°E | vezi mai multe |
| Gorun · Quercus petraea ·                                          | CL  | ocolul silvic Bravicea, Bravicea, parcela 57, subparcela 14 Gospodăria Silvică de Stat Călărași coordonate necunoscute |                |
| Gorun · Quercus petraea ·                                          | CL  | ocolul silvic Bravicea, Bravicea, parcela 69, subparcela 4 Gospodăria Silvică de Stat Călărași coordonate necunoscute |                |
| Fag · Fagus sylvatica ·                                            | CL  | ocolul silvic Bravicea, trupul de pădure Bravicea, subparcela 117B, la est de Bravicea Întreprinderea silvică Călărași 47°21′00″N 28°28′07″E / 47.35°N 28.468611111111°E                                                                                  |                |
| Frasin · Fraxinus excelsior ·                                      | CL  | satul Vărzăreștii Noi, pe teritoriul fostei biserici Primăria satului Vărzăreștii Noi 47°13′48″N 28°26′55″E / 47.23°N 28.448611111111°E |                |
| Stejar pedunculat · Quercus robur ·                                | CL  | ocolul silvic Hîrjauca, Hîrjauca-Sipoteni, parcela 36, subparcela 2 Gospodăria Silvică de Stat Călărași coordonate necunoscute |                |
| Fag · Fagus sylvatica ·                                            | CL  | ocolul silvic Hîrjauca, subparcela 42B, la est de Hîrjauca, în apropiere de mănăstirea Hîrjauca Întreprinderea silvică Călărași 47°19′01″N 28°14′00″E / 47.316944444444°N 28.233333333333°E                                                               |                |
| Stejar pedunculat · Quercus robur ·                                | CL  | lângă satul Hîrbovăț Școala-internat Hîrbovăț coordonate necunoscute |                |
| Fagi · Fagus sylvatica ·                                           | CL  | ocolul silvic Hîrjauca, subparcela 42B, la est de Hîrjauca, în apropiere de mănăstirea Hîrjauca Întreprinderea silvică Călărași 47°18′59″N 28°13′58″E / 47.3165°N 28.23275°E                                                                              |                |
| Paltin de câmp · Acer platanoides ·                                | CL  | ocolul silvic Hîrjauca, subparcela 42A, la est de Hîrjauca, în apropiere de Mănăstirea Hîrjauca Întreprinderea silvică Călărași 47°19′02″N 28°14′02″E / 47.317222222222°N 28.23375°E                                                                      |                |
| Gorun · Quercus petraea ·                                          | CL  | ocolul silvic Hîrjauca, trupul de pădure Slobozia-Hoginești, subparcela 108E, la sud de Hoginești Întreprinderea silvică Călărași coordonate necunoscute                                                                                                  |                |
| Platan · Platanus occidentalis sau Platanus × hispanica ·          | CL  | pe teritoriul fostului conac moșieresc, la sud de satul Păulești Primăria satului Păulești 47°15′23″N 28°23′05″E / 47.256527°N 28.384683°E | vezi mai multe |
| Pini de pădure · Pinus sylvestris ·                                | CL  | pe teritoriul fostului conac moșieresc, la sud de satul Păulești Primăria satului Păulești 47°15′24″N 28°23′06″E / 47.256789°N 28.384978°E | vezi mai multe |
| Stejar pedunculat · Quercus robur ·                                | CL  | în câmp, lângă satul Hîrbovăț Societatea pe Acțiuni „Hîrjauca” coordonate necunoscute |                |
| Stejari pedunculați · Quercus robur ·                              | CL  | în câmp, lângă satul Hîrbovăț Societatea pe Acțiuni „Hîrjauca” coordonate necunoscute |                |
| Stejari pedunculați · Quercus robur ·                              | CT  | ocolul silvic Moscovei, subparcelele 6I, 6K, 6L, la vest de Cîietu Întreprinderea silvică Cahul 46°08′09″N 28°26′59″E / 46.135833333333°N 28.449722222222°E                                                                                               |                |
| Stejar pedunculat · Quercus robur ·                                | CR  | ocolul silvic Criuleni, trupul de pădure Galoci, subparcela 40V, la sud-vest de Cruglic Întreprinderea silvică Chișinău 47°11′05″N 28°59′39″E / 47.184722222222°N 28.994166666667°E                                                                       | vezi mai multe |
| Stejari pedunculați · Quercus robur ·                              | CR  | ocolul silvic Criuleni, subparcela 43C, la sud de Cruglic Întreprinderea silvică Chișinău 47°11′23″N 29°00′47″E / 47.189722222222°N 29.013055555556°E | vezi mai multe |
| Plopi de Canada · Populus canadensis ·                             | CR  | pe marginea autostrăzii Chișinău – Orhei, lângă satul Măgdăcești Ministerul Transporturilor și Infrastructurii Drumurilor 47°08′31″N 28°50′11″E / 47.142069°N 28.836404°E                                                                                 | vezi mai multe |
| Stejar pedunculat · Quercus robur ·                                | DN  | pe șoseaua Dondușeni–Plop, la 2 km nord-est de Dondușeni Primăria orașului Dondușeni 48°14′56″N 27°38′05″E / 48.248912°N 27.634783°E | vezi mai multe |
| Aluni turcești · Corylus maxima ·                                  | DR  | pe teritoriul taberei de odihnă „Poienița însorită”, la sud de Drochia Primăria orașului Drochia 48°00′24″N 27°48′40″E / 48.006666666667°N 27.811111111111°E                                                                                              |                |
| Pin moale · Pinus strobus ·                                        | DR  | pe teritoriul taberei de odihnă „Poienița însorită”, la sud de Drochia Primăria orașului Drochia 48°00′25″N 27°48′41″E / 48.006861111111°N 27.811416666667°E                                                                                              |                |
| Stejar pedunculat · Quercus robur ·                                | DB  | ocolul silvic Grigoriopol, Pîrîta, parcela 25, subparcela 26 Gospodăria Silvică de Stat Bender 47°06′10″N 29°07′45″E / 47.102777777778°N 29.129166666667°E                                                                                                |                |
| Stejar pedunculat · Quercus robur ·                                | DB  | ocolul silvic Grigoriopol, Pîrîta, parcela 21, subparcela 9 Gospodăria Silvică de Stat Bender 47°06′44″N 29°06′45″E / 47.112222222222°N 29.1125°E | vezi mai multe |
| Stejari pedunculați · Quercus robur ·                              | DB  | trupul de pădure Coșnița, în apropierea podului de la Vadul lui Vodă, la vest de Pîrîta Primăria satului Pîrîta 47°06′01″N 29°06′02″E / 47.100279°N 29.100477°E                                                                                           | vezi mai multe |
| Stejar pedunculat · Quercus robur ·                                | ED  | ocolul silvic Edineț, Volodeni, parcela 40, subparcela 10 Gospodăria Silvică de Stat Edineț coordonate necunoscute |                |
| Stejar pedunculat · Quercus robur ·                                | ED  | ocolul silvic Edineț, Volodeni, parcela 40, subparcela 18 Gospodăria Silvică de Stat Edineț coordonate necunoscute |                |
| Stejar pedunculat · Quercus robur ·                                | ED  | ocolul silvic Edineț, Tîrnova, parcela 7, subparcela 2 Gospodăria Silvică de Stat Edineț coordonate necunoscute |                |
| Stejar pedunculat · Quercus robur ·                                | ED  | ocolul silvic Edineț, Tîrnova, parcela 5, subparcela 11 Gospodăria Silvică de Stat Edineț coordonate necunoscute |                |
| Stejar pedunculat · Quercus robur ·                                | ED  | ocolul silvic Edineț, rezervația peisagistică Fetești, subparcela 33D, la nord-est de Fetești Întreprinderea silvică Edineț 48°10′38″N 27°07′28″E / 48.177222222222°N 27.124444444444°E                                                                   |                |
| Stejari pedunculați · Quercus robur ·                              | FL  | ocolul silvic Fălești, Caiuceni – Nagornoe, parcela 38, subparcela 2, lângă canton Gospodăria Silvică de Stat Glodeni 47°30′21″N 27°36′20″E / 47.505833333333°N 27.605555555556°E                                                                         |                |
| Stejari pedunculați · Quercus robur ·                              | FL  | ocolul silvic Florești, subparcela 12G, partea superioară a unui versant cu expoziție estică, la vest de Ciutulești Întreprinderea silvică Soroca 47°45′27″N 28°20′21″E / 47.7575°N 28.339166666667°E                                                     | vezi mai multe |
| Stejari pedunculați · Quercus robur ·                              | GL  | ocolul silvic Glodeni, subparcela 34B, la nord-vest de Hîjdieni Întreprinderea silvică Glodeni 47°47′22″N 27°25′13″E / 47.789444444444°N 27.420277777778°E                                                                                                |                |
| Păr pădureț · Pyrus pyraster ·                                     | GL  | ocolul silvic Glodeni, subparcela 34B, la nord-vest de Hîjdieni Întreprinderea silvică Glodeni 47°47′15″N 27°25′35″E / 47.787538°N 27.426263°E |                |
| Stejar pedunculat · Quercus robur ·                                | GL  | rezervația „Pădurea Domnească”, subparcela 19H, la vest de Balatina Rezervația „Pădurea Domnească” 47°41′16″N 27°17′22″E / 47.687777777778°N 27.289444444444°E                                                                                            |                |
| Stejar pedunculat · Quercus robur ·                                | GR  | ocolul silvic Grigoriopol, Cernița, parcela 44, subparcela 9 Gospodăria Silvică de Stat Bender coordonate necunoscute |                |
| Stejar pedunculat · Quercus robur ·                                | HN  | ocolul silvic Logănești, subparcela 43S, la vest de Logănești Întreprinderea silvică Hîncești 46°52′48″N 28°31′04″E / 46.880054°N 28.51787°E |                |
| Stejar pedunculat · Quercus robur ·                                | LV  | orașul Leova, str. Gorki 5 Primăria orașului Leova 46°28′44″N 28°15′06″E / 46.478977°N 28.25155°E |                |
| Fag · Fagus sylvatica ·                                            | NS  | ocolul silvic Iurceni, Cobac, parcela 5, subparcela 3 Gospodăria Silvică de Stat Nisporeni coordonate necunoscute | vezi mai multe |
| Stejar pedunculat · Quercus robur ·                                | NS  | ocolul silvic Păruceni, subparcela 26N, la sud de Păruceni Întreprinderea silvică Nisporeni coordonate necunoscute |                |
| Stejar pedunculat · Quercus robur ·                                | NS  | la sud-est de satul Boldurești, pe câmpul din partea dreaptă a drumului Nisporeni–Boldurești Primăria comunei Boldurești 47°06′23″N 28°04′18″E / 47.106458°N 28.07176°E                                                                                   |                |
| Scoruș de casă · Sorbus domestica ·                                | NS  | la marginea cimitirului din partea de nord-est a orașului Nisporeni Primăria orașului Nisporeni 47°05′19″N 28°12′45″E / 47.088527777778°N 28.212527777778°E                                                                                               |                |
| Stejar pedunculat · Quercus robur ·                                | OC  | ocolul silvic Ocnița, Lipnic, parcela 21, subparcela 43 Gospodăria Silvică de Stat Edineț coordonate necunoscute |                |
| Stejar pedunculat · Quercus robur ·                                | OC  | ocolul silvic Ocnița, Lipnic, parcela 22, subparcela 31 Gospodăria Silvică de Stat Edineț coordonate necunoscute |                |
| Stejari pedunculați · Quercus robur ·                              | OC  | ocolul silvic Ocnița, trupul de pădure „Împărăteasa”, subparcela 57K, la nord de Dîngeni Întreprinderea silvică Edineț 48°21′48″N 27°29′12″E / 48.363333333333°N 27.486666666667°E                                                                        |                |
| Stejar pedunculat · Quercus robur ·                                | OC  | ocolul silvic Ocnița, Lipnic, parcela 23, subparcela 52 Gospodăria Silvică de Stat Edineț coordonate necunoscute |                |
| Stejar pedunculat · Quercus robur ·                                | OC  | ocolul silvic Ocnița, Lipnic, parcela 23, subparcela 55 Gospodăria Silvică de Stat Edineț coordonate necunoscute |                |
| Stejar pedunculat · Quercus robur ·                                | OC  | ocolul silvic Otaci, subparcela 38K, la est de Călărașeuca Întreprinderea silvică Edineț 48°24′21″N 27°49′37″E / 48.405833333333°N 27.826944444444°E |                |
| Stejari pedunculați · Quercus robur ·                              | OC  | ocolul silvic Otaci, subparcela 65C, curtea cantonului, la sud-vest de Arionești Întreprinderea silvică Edineț 48°20′06″N 27°48′10″E / 48.335°N 27.802777777778°E                                                                                         |                |
| Stejari pedunculați · Quercus robur ·                              | OR  | pe malurile pârâului de lângă mănăstirea Curchi Primăria comunei Vatici coordonate necunoscute |                |
| Stejar pedunculat · Quercus robur ·                                | OR  | ocolul silvic Vatici, Curchi, parcela 26, subparcela 7 Gospodăria Silvică de Stat Orhei coordonate necunoscute |                |
| Stejari pedunculați · Quercus robur ·                              | OR  | satul Curchi, pe teritoriul mănăstirii Curchi Primăria comunei Vatici coordonate necunoscute | vezi mai multe |
| Stejar pedunculat · Quercus robur ·                                | RZ  | satul Pripiceni-Curchi, în curtea lui Ion Țurcanu Primăria satului Pripiceni-Curchi 47°41′00″N 28°46′49″E / 47.683333333333°N 28.780333333333°E |                |
| Stejar pedunculat „Patru frați” · Quercus robur ·                  | RS  | ocolul silvic Rîșcani, trupul de pădure Petrușeni, subparcela 38A, la est de Păscăuți Întreprinderea silvică Glodeni 47°50′03″N 27°17′51″E / 47.834245°N 27.297573°E                                                                                      |                |
| Stejari pedunculați (Stejarii lui Petru) · Quercus robur ·         | RS  | ocolul silvic Rîșcani, trupul de pădure Petrușeni, subparcela 41F, la sud de Păscăuți Întreprinderea silvică Glodeni 47°50′04″N 27°19′00″E / 47.834518°N 27.31658°E                                                                                       |                |
| Stejar pedunculat · Quercus robur ·                                | SL  | „silvoparcul” Chițcani, parcela 22, subparcela 20, la nord de Merenești Silvoparcul Chițcani 46°46′25″N 29°31′48″E / 46.773611111111°N 29.53°E |                |
| Stejar pedunculat · Quercus robur ·                                | SL  | ocolul silvic Copanca, Chițcani, parcela 28, subparcela 3 Gospodăria Silvică de Stat Bender coordonate necunoscute |                |
| Stejar pedunculat · Quercus robur ·                                | SL  | ocolul silvic Copanca, Gradiște, parcela 39, subparcela 11 Gospodăria Silvică de Stat Bender coordonate necunoscute |                |
| Stejari pedunculați · Quercus robur ·                              | CS  | „silvoparcul” Chițcani, la vest de Merenești Silvoparcul Chițcani 46°46′26″N 29°31′41″E / 46.77375°N 29.528083333333°E |                |
| Plop alb · Populus alba ·                                          | CS  | ocolul silvic Copanca, Hagimus, parcela 1, subparcela 3 Gospodăria Silvică de Stat Bender coordonate necunoscute |                |
| Stejar pedunculat · Quercus robur ·                                | SL  | lângă fostul complex de sere din satul Chițcani Primăria satului Chițcani 46°46′31″N 29°37′23″E / 46.775194444444°N 29.622972222222°E |                |
| Stejar pedunculat · Quercus robur ·                                | SR  | ocolul silvic Soroca, Cosăuți, parcela 7, subparcela 16 Gospodăria Silvică de Stat Soroca coordonate necunoscute |                |
| Stejar pedunculat · Quercus robur ·                                | SR  | ocolul silvic Soroca, Cosăuți, parcela 8, subparcela 12 Gospodăria Silvică de Stat Soroca coordonate necunoscute |                |
| Goruni · Quercus petraea ·                                         | ST  | ocolul silvic Căpriana, subparcela 45F, la est de Căpriana Întreprinderea silvică Strășeni 47°07′10″N 28°31′36″E / 47.119542°N 28.526567°E |                |
| Stejari pedunculați · Quercus robur ·                              | ST  | pe un teren agricol înconjurat de păduri, la 2 km de Micăuți Primăria comunei Micăuți 47°10′12″N 28°43′32″E / 47.17°N 28.725611111111°E |                |
| Fag · Fagus sylvatica ·                                            | ST  | ocolul silvic Căpriana, Căpriana, parcela 17, subparcela 47 Gospodăria Silvică de Stat Strășeni 47°06′24″N 28°29′06″E / 47.106757°N 28.484982°E |                |
| Stejari pedunculați · Quercus robur ·                              | ST  | ocolul silvic Strășeni, partea inferioară a unui versant din subparcela 10K, la nord-vest de Scoreni Întreprinderea silvică Strășeni 47°05′38″N 28°33′39″E / 47.093974°N 28.560851°E                                                                      | vezi mai multe |
| Stejari pedunculați · Quercus robur ·                              | ST  | ocolul silvic Strășeni, într-o depresiune din subparcela 12J, la nord-vest de Scoreni Întreprinderea silvică Strășeni 47°05′41″N 28°34′24″E / 47.094722222222°N 28.573333333333°E                                                                         |                |
| Stejar pedunculat · Quercus robur ·                                | ST  | ocolul silvic Strășeni, partea inferioară a unui versant din subparcela 12G, la nord-vest de Scoreni Întreprinderea silvică Strășeni 47°05′25″N 28°34′44″E / 47.090277777778°N 28.578888888889°E                                                          |                |
| Stejari pedunculați · Quercus robur ·                              | ST  | ocolul silvic Strășeni, Strășeni, parcela 17, subparcela 2 Gospodăria Silvică de Stat Strășeni 47°05′25″N 28°34′16″E / 47.090361111111°N 28.571222222222°E                                                                                                | vezi mai multe |
| Stejar pedunculat (Stejarul lui Ștefan cel Mare) · Quercus robur · | ST  | ocolul silvic Căpriana, Căpriana, parcela 41, subparcela 4 Gospodăria Silvică de Stat Strășeni 47°05′27″N 28°33′39″E / 47.090829°N 28.560937°E | vezi mai multe |
| Păr pădureț · Pyrus pyraster ·                                     | ST  | ocolul silvic Strășeni, Strășeni, parcela 15, subparcela 13 Gospodăria Silvică de Stat Strășeni 47°05′18″N 28°34′35″E / 47.088284°N 28.576469°E | vezi mai multe |
| Plop alb · Populus alba ·                                          | ST  | pe teritoriul stației de cale ferată Strășeni Stația Strășeni a Căii Ferate din Moldova 47°08′59″N 28°37′13″E / 47.14962°N 28.62017°E | vezi mai multe |
| Stejar pedunculat (Stejarul lui Ștefan cel Mare) · Quercus robur · | SD  | satul Cobîlea Primăria satului Cobîlea 47°52′03″N 28°39′38″E / 47.867392°N 28.660559°E | vezi mai multe |
| Stejar pedunculat · Quercus robur ·                                | SD  | vârful unui deal de la marginea satului Zahorna Primăria comunei Dobrușa 47°48′02″N 28°33′04″E / 47.800638888889°N 28.551166666667°E | vezi mai multe |
| Stejari castaneifolii · Quercus castaneifolia ·                    | SV  | ocolul silvic Olănești, parcela 44A, la nord-vest de Crocmaz Întreprinderea silvică Tighina 46°28′15″N 29°57′10″E / 46.470799°N 29.95271°E |                |
| Stejar pedunculat · Quercus robur ·                                | SV  | ocolul silvic Olănești, partea inferioară a unui versant din trupul de pădure „Împărăteasa”, parcela 44A, la nord-vest de Crocmaz Întreprinderea silvică Tighina 46°28′09″N 29°57′16″E / 46.469166666667°N 29.954444444444°E                              |                |
| Stejar pedunculat · Quercus robur ·                                | SV  | ocolul silvic Talmaza, rezervația peisagistică „Grădina Turcească”, parcela 5VI, la nord-est de Leuntea Întreprinderea silvică Tighina 46°40′33″N 29°36′10″E / 46.675833333333°N 29.602777777778°E                                                        |                |
| Stejar pedunculat · Quercus robur ·                                | TL  | ocolul silvic Telenești, subparcela 48A, la nord-est de Budăi Întreprinderea silvică Telenești coordonate necunoscute |                |
| Stejar pedunculat · Quercus robur ·                                | TL  | ocolul silvic Mîndrești, subparcela 54V, la nord-vest de Hirișeni Întreprinderea silvică Telenești coordonate necunoscute |                |
| Stejar pedunculat · Quercus robur ·                                | UN  | Rezervația „Plaiul Fagului”, subparcela 19E, la est de Rădenii Vechi Rezervația „Plaiul Fagului” 47°17′53″N 28°03′55″E / 47.297971944444°N 28.065416111111°E                                                                                              | vezi mai multe |
| Stejari pedunculați · Quercus robur ·                              | UN  | Vila Rădeni, parcela 10, subparcela 8, lângă drum Rezervația științifică „Plaiul Fagului” coordonate necunoscute |                |
| Stejar pedunculat · Quercus robur ·                                | UN  | Vila Rădeni, parcela 10, subparcela 8, lângă drum Rezervația științifică „Plaiul Fagului” coordonate necunoscute |                |
| Stejar pedunculat · Quercus robur ·                                | UN  | ocolul silvic Ungheni, Costuleni – Dumbrava, parcela 35, subparcela 3, la 150 m de la canton Gospodăria Silvică de Stat Ungheni coordonate necunoscute |                |
| Stejar pedunculat · Quercus robur ·                                | UN  | ocolul silvic Ungheni, Costuleni – Dumbrava, parcela 32, subparcela 16, lângă canton Gospodăria Silvică de Stat Ungheni coordonate necunoscute |                |
| Stejar pedunculat · Quercus robur ·                                | UN  | satul Sculeni, pe teritoriul spitalului Primăria satului Sculeni coordonate necunoscute | vezi mai multe |
| Stejar pedunculat · Quercus robur ·                                | CH  | într-un câmp agricol, la 4 km nord de Giurgiulești Primăria satului Giurgiulești 45°30′44″N 28°13′13″E / 45.512222222222°N 28.220277777778°E | vezi mai multe |
| Duzi albi · Morus alba ·                                           | C   | orașul Chișinău, Grădina Publică „Ștefan cel Mare și Sfânt” Primăria municipiului Chișinău 47°01′31″N 28°49′36″E / 47.025294°N 28.826805°E | vezi mai multe |
| Stejar pedunculat · Quercus robur ·                                | C   | str. M. Kogălniceanu 62, în curtea Universității de Stat a Moldovei Primăria municipiului Chișinău 47°01′06″N 28°49′31″E / 47.018401°N 28.825416°E | vezi mai multe |
| Stejari pedunculați · Quercus robur ·                              | C   | str. Mălina Mare 56, partea superioară a unui versant din parcul Valea Trandafirilor Primăria municipiului Chișinău 46°59′17″N 28°50′22″E / 46.988055555556°N 28.839444444444°E                                                                           | vezi mai multe |
| Stejar pedunculat · Quercus robur ·                                | C   | orașul Codru, Valea Greacă, în râpă Primăria municipiului Chișinău 46°59′01″N 28°49′38″E / 46.983611111111°N 28.827222222222°E | vezi mai multe |
| Stejar pedunculat · Quercus robur ·                                | C   | Schinoasa-2, str. Basarabiei, partea de mijloc a unui versant Primăria municipiului Chișinău 46°59′07″N 28°47′08″E / 46.985194444444°N 28.785555555556°E                                                                                                  | vezi mai multe |
| Platan · Platanus occidentalis sau Platanus orientalis ·           | C   | orașul Chișinău, bd. Ștefan cel Mare 105, scuarul din fața sediului Parlamentului Republicii Moldova Primăria municipiului Chișinău 47°01′41″N 28°49′35″E / 47.027952°N 28.826467°E                                                                       | vezi mai multe |
| Ulmi de câmp · Ulmus minor ·                                       | C   | scuarul Catedralei „Nașterea Domnului” Primăria municipiului Chișinău coordonate necunoscute |                |
| Stejar · Quercus dalechampii sau Quercus robur ·                   | C   | orașul Codru, str. Costiujeni 3, parcul Spitalului Clinic de Psihiatrie Spitalul Clinic de Psihiatrie 46°57′14″N 28°50′14″E / 46.953888888889°N 28.837222222222°E                                                                                         | vezi mai multe |
| Molid de Canada · Picea glauca ·                                   | C   | Parcul Asociației Științifice de Producție „Vierul” Asociația Științifică Producție „Vierul” 46°58′25″N 28°50′03″E / 46.973704°N 28.834087°E | vezi mai multe |
| Castani porcești · Aesculus hippocastanum ·                        | C   | orașul Codru, parcul Institutului de Horticultură și Tehnologii Alimentare Institutul de Horticultură și Tehnologii Alimentare 46°58′22″N 28°50′01″E / 46.972884°N 28.833588°E                                                                            |                |
| Soforă · Sophora japonica ·                                        | C   | str. M. Kogălniceanu Primăria municipiului Chișinău coordonate necunoscute |                |
| Cedri de California · Calocedrus deccurrens ·                      | C   | orașul Chișinău, Grădina Publică „Ștefan cel Mare și Sfânt” Primăria municipiului Chișinău 47°01′29″N 28°49′38″E / 47.024624°N 28.827191°E | vezi mai multe |
| Stejar pedunculat · Quercus robur ·                                | C   | str. Pietrăriei 9, în curtea dlui Cosianciuc Constantin Primăria municipiului Chișinău 47°02′09″N 28°51′00″E / 47.035706°N 28.850008°E | vezi mai multe |
| Stejar pedunculat · Quercus robur ·                                | C   | orașul Chișinău, str. Anton Pann 19, în curtea casei-muzeu „A. Pușkin” Primăria municipiului Chișinău 47°01′55″N 28°50′11″E / 47.032001°N 28.836367°E | vezi mai multe |
| Stejar pedunculat · Quercus robur ·                                | C   | orașul Chișinău, str. M. Kogălniceanu 82, Grădina Botanică a Muzeului Național de Etnografie și Istorie Naturală Primăria municipiului Chișinău 47°01′25″N 28°49′14″E / 47.023482°N 28.820688°E                                                           | vezi mai multe |
| Stejar pedunculat · Quercus robur ·                                | C   | orașul Chișinău, str. George Enescu 5, partea superioară a unui versant cu expoziție vestică din grădina dendrologică, lângă str. Șciusev Primăria municipiului Chișinău 47°01′53″N 28°48′59″E / 47.031427°N 28.816487°E                                  | vezi mai multe |
| Stejari pedunculați · Quercus robur ·                              | C   | orașul Codru, partea superioară a unui versant cu expoziție nord-vestică din livada Institutului de Horticultură și Tehnologii Alimentare Institutul de Horticultură și Tehnologii Alimentare 46°58′23″N 28°50′30″E / 46.973055555556°N 28.841666666667°E | vezi mai multe |
| Stejar pedunculat · Quercus robur ·                                | C   | orașul Chișinău, str. București 87, în fața Palatului Republicii Primăria municipiului Chișinău 47°01′30″N 28°49′26″E / 47.02493°N 28.823858°E |                |
| Fag · Fagus sylvatica ·                                            | C   | str. M. Kogălniceanu 87, Muzeul Național de Etnografie și Istorie Naturală Primăria municipiului Chișinău coordonate necunoscute | vezi mai multe |
| Glădiță · Gleditsia triacanthos ·                                  | C   | bd. Ștefan cel Mare 152, Teatrul Național de Operă și Balet Primăria municipiului Chișinău coordonate necunoscute |                |
| Volniș (vânj) sau Ulm · Ulmus laevis sau Ulmus carpinifolia ·      | C   | orașul Chișinău, bd. Ștefan cel Mare 152, scuarul din fața Teatrului Național de Operă și Balet „Maria Bieșu” Primăria municipiului Chișinău 47°01′40″N 28°49′43″E / 47.027658°N 28.828612°E                                                              | vezi mai multe |
| Tei · Tilia tomentosa sau Tilia cordata ·                          | C   | orașul Chișinău, bd. Ștefan cel Mare 152, scuarul din fața Teatrului Național de Operă și Balet „Maria Bieșu” Primăria municipiului Chișinău 47°01′39″N 28°49′45″E / 47.027461°N 28.829111°E                                                              | vezi mai multe |
| Paltin de câmp · Acer platanoides ·                                | C   | orașul Chișinău, curtea din str. A. Mateevici 81 Primăria municipiului Chișinău 47°01′09″N 28°49′20″E / 47.019038°N 28.822092°E | vezi mai multe |
| Sâmbovine · Celtis occidentalis ·                                  | C   | orașul Chișinău, str. A. Mateevici 88, scuarul de la intrarea în parcul Valea Morilor Primăria municipiului Chișinău 47°01′26″N 28°49′03″E / 47.023858°N 28.817631°E                                                                                      | vezi mai multe |
| Sâmbovine · Celtis occidentalis ·                                  | C   | orașul Chișinău, scuarul Catedralei „Nașterea Domnului”, aproape de str. Pușkin Primăria municipiului Chișinău 47°01′31″N 28°50′07″E / 47.025312°N 28.835259°E                                                                                            | vezi mai multe |
| Cireș · Cerasus avium ·                                            | C   | str. A. Pușkin 1, Universitatea de Stat din Moldova Primăria municipiului Chișinău coordonate necunoscute |                |
| Maclura pomifere · Maclura pomifera ·                              | C   | orașul Codru, str. Costiujeni 14, parcul Institutului de Horticultură și Tehnologii Alimentare Institutul de Horticultură și Tehnologii Alimentare coordonate necunoscute                                                                                 |                |
| Glădiță · Gleditsia triacanthos ·                                  | C   | orașul Codru, str. Costiujeni 14, parcul Institutului de Horticultură și Tehnologii Alimentare Institutul de Horticultură și Tehnologii Alimentare coordonate necunoscute                                                                                 |                |
| Frasin · Fraxinus excelsior ·                                      | C   | orașul Codru, str. Costiujeni 3, parcul Spitalului Clinic de Psihiatrie Spitalul Clinic de Psihiatrie coordonate necunoscute |                |
| Duglași verzi · Pseudotsuga menziesii ·                            | C   | bd. Ștefan cel Mare 105, clădirea Parlamentului, 18 exemplare, alee; cinematograful „Patria”, 1 exemplar Primăria municipiului Chișinău 47°01′39″N 28°49′37″E / 47.027611°N 28.826922°E                                                                   | vezi mai multe |
| Cedri de California · Calocedrus deccurrens ·                      | C   | orașul Chișinău, str. A. Șciusev 88, în curte Primăria municipiului Chișinău 47°01′21″N 28°49′30″E / 47.022439°N 28.824874°E | vezi mai multe |
| Pin negru · Pinus nigra ·                                          | C   | str. N. Iorga 22, în curte Primăria municipiului Chișinău 47°01′23″N 28°49′30″E / 47.022934°N 28.824973°E | vezi mai multe |
| Păr pădureț · Pyrus pyraster ·                                     | C   | orașul Durlești, la periferia de nord-vest, str. N. Testemițanu 53, lângă trotuar Primăria municipiului Chișinău 47°01′10″N 28°44′52″E / 47.019393°N 28.747726°E                                                                                          | vezi mai multe |
| Pin negru · Pinus nigra ·                                          | C   | orașul Chișinău, str. A. Șciusev 88 Primăria municipiului Chișinău 47°01′21″N 28°49′30″E / 47.022439°N 28.824874°E | vezi mai multe |
| Pini negri · Pinus nigra ·                                         | C   | orașul Chișinău, str. A. Mateevici 77, scuarul de la intrarea în parcul Valea Morilor Primăria municipiului Chișinău 47°01′05″N 28°49′19″E / 47.018107°N 28.822056°E                                                                                      | vezi mai multe |
| Pin moale · Pinus strobus ·                                        | C   | str. A. Mateevici 72, Palatul Căsătoriilor Primăria municipiului Chișinău coordonate necunoscute |                |
| Brad de Caucaz · Abies nordmanniana ·                              | C   | orașul Codru, str. Costiujeni 14, parcul Institutului de Horticultură și Tehnologii Alimentare Institutul de Horticultură și Tehnologii Alimentare coordonate necunoscute                                                                                 |                |
| Molid de Canada · Picea glauca ·                                   | C   | str. N. Iorga 6, în curte Primăria municipiului Chișinău coordonate necunoscute |                |
| Molizi argintii · Picea pungens ·                                  | C   | orașul Chișinău, scuarul casei de pe str. A. Pușkin 11 Primăria municipiului Chișinău 47°01′12″N 28°49′42″E / 47.020086°N 28.82836°E | vezi mai multe |
| Molizi argintii · Picea pungens ·                                  | C   | orașul Chișinău, bd. Dacia 50/7, la intrarea centrală în Grădina Zoologică Primăria municipiului Chișinău 46°58′27″N 28°52′01″E / 46.974241°N 28.867059°E                                                                                                 | vezi mai multe |
| Plop cenușiu · Populus × canescens ·                               | C   | str. M. Eminescu 7 Primăria municipiului Chișinău 47°00′56″N 28°49′40″E / 47.015575°N 28.827698°E | vezi mai multe |
| Cenușar · Ailanthus altissima ·                                    | C   | str. A. Mateevici 50 Primăria municipiului Chișinău coordonate necunoscute |                |

## Extreme

### Longevitate

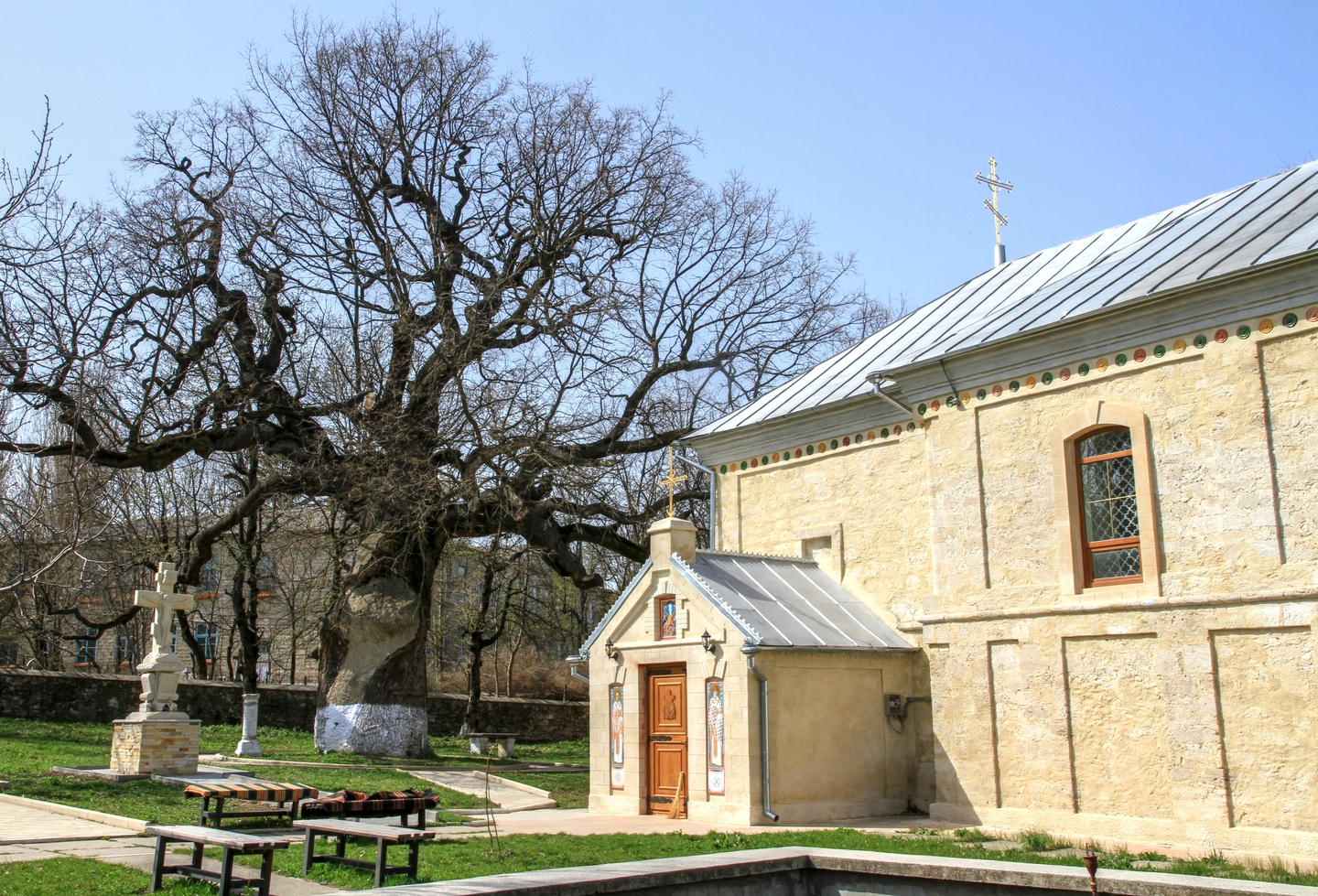
Stejarul lui Ștefan cel Mare de la Cobîlea

În 2015, în Republica Moldova erau înregistrați 293 de arbori seculari cu vârsta mai mare de 100 de ani. Valorile vârstelor sunt exprimate conform estimărilor anului 2015.
Cel mai longeviv arbore este considerat stejarul lui Ștefan cel Mare din Cobîlea, raionul Șoldănești, care are o vârstă de circa 700 de ani. Stejarul din apropierea satului Zahorna al aceluiași raion are vârsta de 385 de ani. Stejarul de la Schinoasa, municipiul Chișinău, stejarul din Lipcani, stejarul de lângă Giurgiulești, raionul Cahul și stejarul de la marginea satului Pîrîta, raionul Dubăsari au toți aprox. câte 350 de ani. Din alte specii, se remarcă cei trei duzi albi din Grădina Publică „Ștefan cel Mare” din Chișinău.

### Dimensiuni

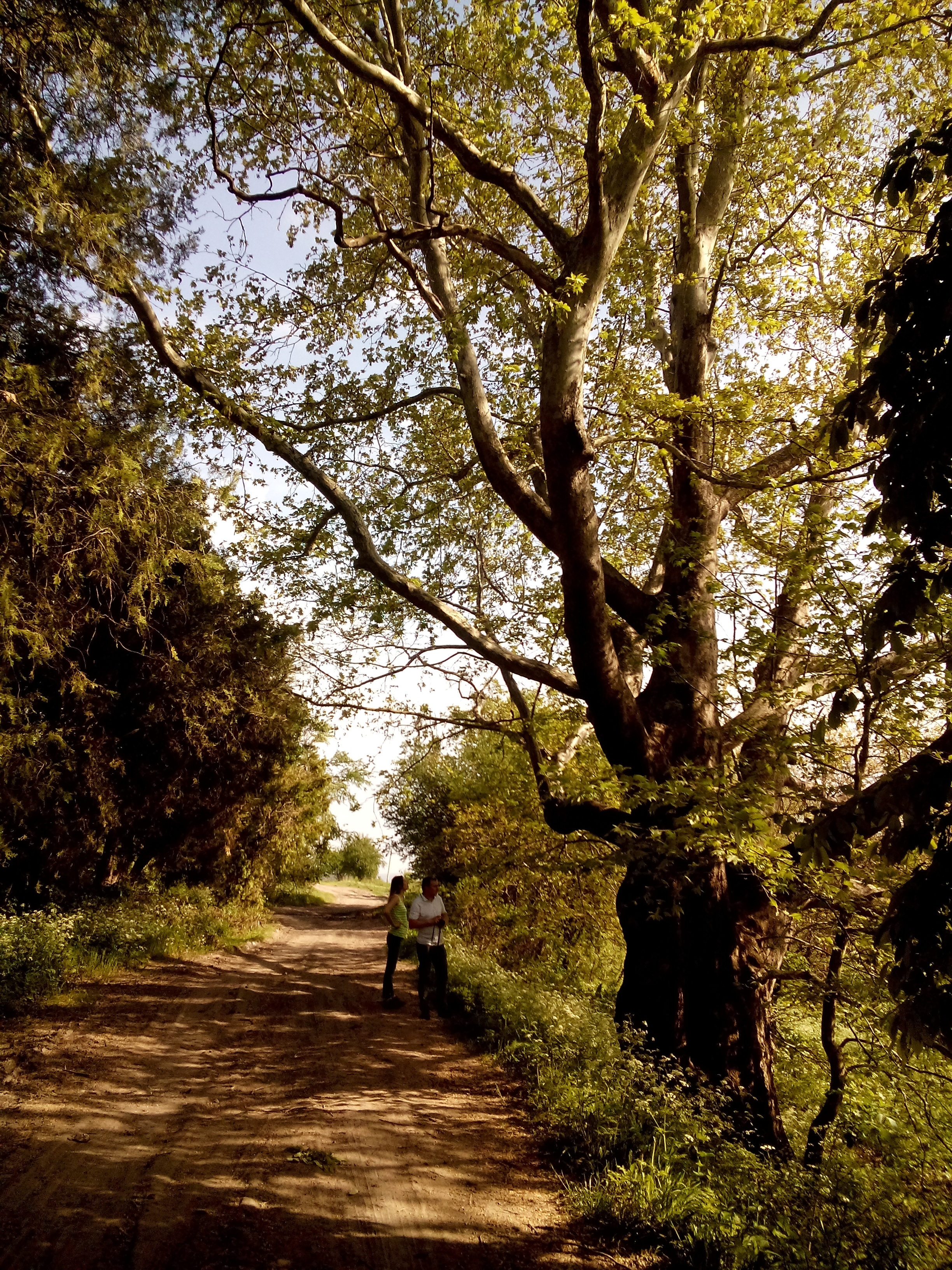
Platanul de lângă conacul lui Dinu Ruso, Păulești, raionul Călărași

Ca dimensiuni, arborii pot fi apreciați după mai multe caracteristici. Arborele cu cea mai mare coroană, de exemplu, este stejarul de la Schinoasa, mun. Chișinău, cu diametrul coroanei de 32 m și suprafața proiecției de 804 m². O caracteristică care poate fi ușor măsurată este circumferința trunchiului la 1,3 m de la sol (cbh). Astfel, în Moldova există 13 arbori cu cbh mai mare decât 500 cm:
1. 766,5 cm – stejarul lui Ștefan cel Mare din Cobîlea, raionul Șoldănești
2. 675 cm – stejarul de la marginea satului Pîrîta, raionul Dubăsari
3. 633 cm – un stejar din apropierea satului Gura Bîcului, raionul Anenii Noi
4. 600 cm – stejarul din satul Pîrîta, raionul Dubăsari
5. 580 cm – platanul din apropierea satului Păulești, raionul Călărași
6. 562 cm – stejarul din rezervația peisagistică Călărașeuca, raionul Ocnița
7. 557 cm – stejarul din pădurea Galoci, raionul Criuleni
8. 553 cm – stejarul din rezervația peisagistică „Grădina Turcească”, raionul Ștefan Vodă
9. 550 cm – stejarul din apropierea satului Zahorna, raionul Șoldănești
10. 540 cm – stejarul din pădurea Păruceni, raionul Nisporeni
11. 536 cm – stejarul din Lipcani
12. 520 cm – un stejar de la mănăstirea Curchi, raionul Orhei
13. 510 cm – un stejar din apropierea satului Micăuți, raionul Strășeni

### Valoare ornamentală

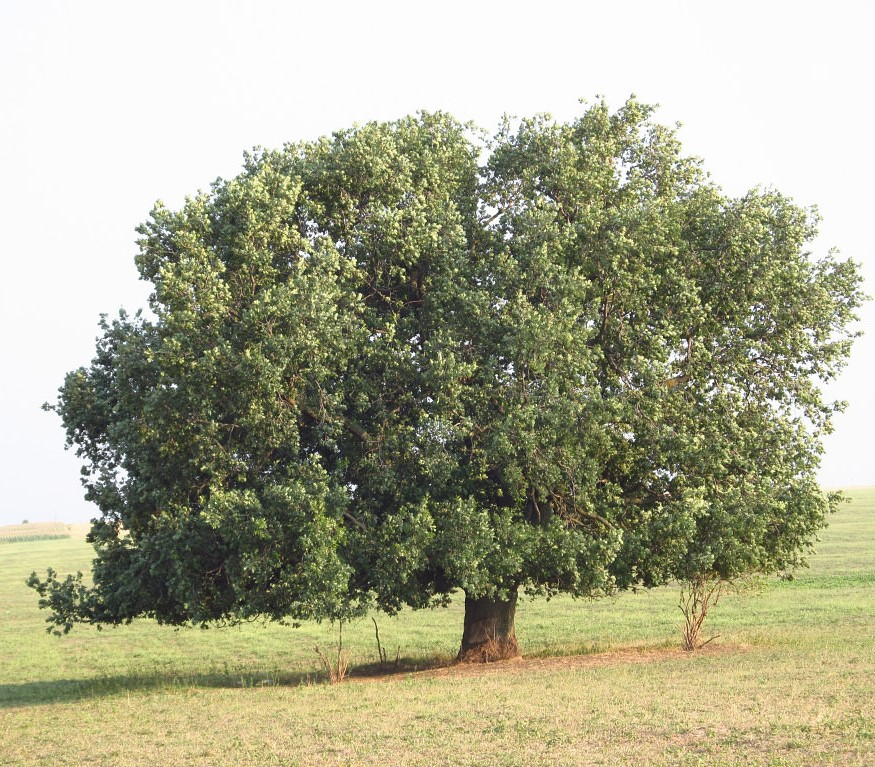
„Tufarul lui Moș Andrei” de lângă Giurgiulești

Arborii ornamentali sunt cei care trezesc admirația. Aceasta este o categorie subiectivă. Autorii studiului din 2015 au identificat 11 arbori cu valoare ornamentală deosebită, ordonați descrescător:
1. stejarul din apropierea satului Boldurești, raionul Nisporeni
2. stejarul de la Schinoasa, municipiul Chișinău
3. stejarul din Leova
4. cedrii de California din Chișinău, în două amplasamente: str. Șciusev și Grădina Publică
5. stejarul de la marginea satului Pîrîta, raionul Dubăsari
6. un stejar din apropierea satului Micăuți, raionul Strășeni
7. stejarul de la marginea satului Zahorna, raionul Șoldănești
8. stejarul lui Ștefan cel Mare din Cobîlea, raionul Șoldănești
9. stejarul din pădurea Morenii Noi, raionul Ungheni
10. un stejar din apropierea satului Gura Bîcului, raionul Anenii Noi
11. stejarul din apropierea satului Giurgiulești, raionul Cahul

### Arbori rari

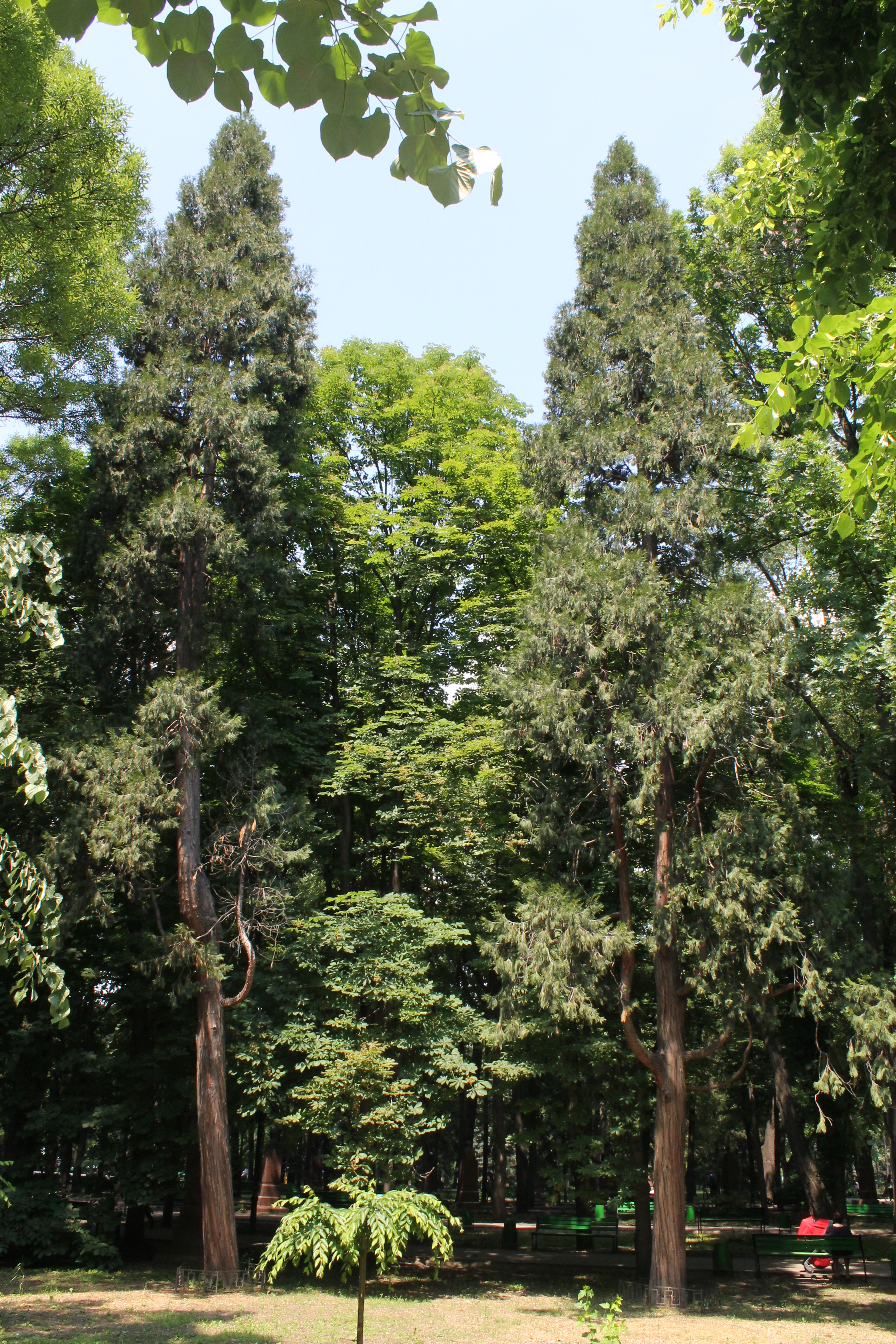
Doi cedri de California în Grădina Publică „Ștefan cel Mare” din Chișinău

Arborii rari sunt acei care cresc în puține locuri, iar în unele cazuri sunt incluși în Cartea Roșie a Republicii Moldova. În Republica Moldova sunt protejate câteva astfel de exemplare:
- un scoruș la marginea cimitirului din Nisporeni
- un pin moale într-o tabără de odihnă din apropierea Drochiei
- cinci exemplare de alun turcesc în același loc
- două exemplare de maclură pomiferă în municipiul Chișinău
- patru cedri de California în Chișinău, în două amplasamente: str. Șciusev și Grădina Publică
- un stejar castaneifoliu în pădurea Crocmaz